# Excelsior Caffé
Excelsior Caffé (jap. エクセルシオール カフェ) – japońska sieć kawiarni utrzymana we włoskim stylu, założona w lipcu 1999 roku przez Doutor Coffee Co., Ltd..

## Historia
Pierwsza kawiarnia Excelsior Caffé została otwarta w lipcu 1999 roku w centrum handlowym Seavans Amall nad kanałem w Shibaura w Tokio. Została zaprojektowana jako kawiarnia w europejskim stylu, zgodnie z koncepcją Amall jako miejsca relaksu dla osób pracujących w pobliskich biurach.
W 2021 roku Excelsior Caffé rozpoczął korzystanie z usługi foodsharingu „TABETE” w celu ograniczenia marnowania żywności.